# Dark Crow
「Dark Crow」（ダーク・クロウ）は、MAN WITH A MISSIONの楽曲で、11枚目のシングル。2019年10月23日にSony Music Records（Sony Music Labels）から発売された。

## 概要
表題曲の「Dark Crow」はテレビアニメ『ヴィンランド・サガ』のオープニング・テーマであり、カップリング曲の「86 Missed Calls feat. Patrick Stump」は映画『3人の信長』の主題歌である。
CDは、初回生産限定盤、通常盤、アニメ盤の3形態で発売され、初回生産限定盤、通常盤のジャケットモデルはメンバーのSpear Ribが担当している。初回生産限定盤の特典DVDには、「ジャン・ケン・ジョニー 資格への道 ディレクターズ・カット版」と「トーキョー・タナカ フライボードに挑戦 ディレクターズ・カット版」を収録されており、アニメ盤の特典DVDには、「TVアニメ『ヴィンランド・サガ』スペシャルムービー」を収録されている。

## 収録曲

### CD
1. Dark Crow [4:38]
作詞：Kamikaze Boy、Jean-Ken Johnny　作曲：Kamikaze Boy　編曲：MAN WITH A MISSION、大島こうすけ
2. 86 Missed Calls feat. Patrick Stump [3:27]
作詞・作曲：Kamikaze Boy、Jean-Ken Johnny、Patrick Stump　編曲：MAN WITH A MISSION、Patrick Stump
  - 楽曲はアメリカのロックバンド『Fall Out Boy』のボーカルであるPatrick Stumpとの共作となっている[6]。
3. Reiwa feat. milet [4:46]
作詞：Kamikaze Boy、Jean-Ken Johnny　作曲：Kamikaze Boy　編曲：MAN WITH A MISSION、中野雅之
  - ゲストボーカルとして、シンガーソングライターのmiletが参加している[4]。
4. My Hero [Slushii Remix] [3:13]
作詞：Kamikaze Boy、Jean-Ken Johnny　作曲：Kamikaze Boy リミックス：スラッシー
  - 8thシングルのリミックスバージョン。

### DVD（初回生産限定盤のみ）
1. ジャン・ケン・ジョニー 資格への道 ディレクターズ・カット版
2. トーキョー・タナカ フライボードに挑戦 ディレクターズ・カット版

## 参加ミュージシャン
- E.D.Vedder：Guitars, etc
- 大島こうすけ：Keyboards, Programming, Sound Produce（#1）
- パトリック・スタンプ（フォール・アウト・ボーイ）：Guest Vocal, Sound Produce（#2）
- milet：Guest Vocal（#3）
- 中野雅之（BOOM BOOM SATELLITES）：Sound Produce（#3）
- Fat.Kohey（JUNIOR）：Bagpipe（#1）
- MAI（THE REDEMPTION/trail）：Trumpet（#3）

## 収録アルバム
オリジナル
- 『Break and Cross the Walls II』（#1） - Break and Cross the Walls Ver.として収録[7]。
- 『Break and Cross the Walls I』（#2）[8]

ベスト
- 『MAN WITH A "BEST"  MISSION』（#1）- デジタル版のみ収録

- 『MAN WITH A "B-SIDES & COVERS" MISSION』（#3）[9]
- 『MAN WITH A "REMIX" MISSION』（#4）[10]